# سفارة البرتغال في اليابان
سفارة البرتغال في اليابان هي أرفع تمثيل دبلوماسي لدولة البرتغال لدى اليابان. تقع السفارة في طوكيو وهي تهدف لتعزيز المصالح البرتغالية في اليابان.

## وصلات خارجية
- قائمة سفارات البرتغال
- قائمة السفارات في اليابان